# Gambrinus liga 1997-98
La Gambrinus liga 1997-98 fue la quinta edición de la Gambrinus liga, la máxima categoría del fútbol profesional de la República Checa. El torneo se comenzó a disputar el día 1 de agosto de 1997 y finalizó el 3 de junio de 1998. El AC Sparta Praga se adjudicó el campeonato por cuarta vez en su historia, segunda de manera consecutiva.

## Datos de los clubes
| Club                | Ciudad             | Estadio                          | Capacidad |
| ------------------- | ------------------ | -------------------------------- | --------- |
| AC Sparta Praga     | Praga              | Generali Arena                   | 20.854    |
| AFK Lázně Bohdaneč  | Lázně Bohdaneč     | Na Bašte                         | 8.000     |
| FC Baník Ostrava    | Ostrava            | Bazaly                           | 17.372    |
| FC Boby Brno        | Brno               | Městský fotbalový stadion Srbská | 12.550    |
| FC Dukla            | Příbram            | Na Litavce                       | 9.100     |
| FC Kaučuk Opava     | Opava              | Stadion v Městských sadech       | 7.758     |
| FC Petra Drnovice   | Drnovice           | Sportovní areál                  | 6.616     |
| FC Slovan Liberec   | Liberec            | Stadion u Nisy                   | 9.900     |
| FC Viktoria Plzeň   | Pilsen             | Stadion města Plzně              | 13.000    |
| FK Jablonec 97      | Jablonec nad Nisou | Střelnice Stadion                | 6.280     |
| FK Teplice          | Teplice            | Na Stínadlech                    | 18.221    |
| FK Viktoria Žižkov  | Praga              | FK Viktoria Stadion              | 5.600     |
| SK Hradec Králové   | Hradec Králové     | Všesportovní stadion             | 17.000    |
| SK Sigma Olomouc    | Olomouc            | Andrův stadion                   | 12.566    |
| SK Slavia Praga     | Praga              | Eden Arena                       | 21.000    |
| SK České Budějovice | České Budějovice   | Stadion Střelecký ostrov         | 6.681     |

## Sistema de competición
La Gambrinus liga 1997/98 estuvo organizada por la Federación de Fútbol de la República Checa.
Constó de un grupo único integrado por dieciséis clubes de toda la geografía checa. Siguiendo un sistema de liga, los dieciséis equipos se enfrentaron todos contra todos en dos ocasiones -una en campo propio y otra en campo contrario- sumando un total de 30 jornadas. El orden de los encuentros se decidió por sorteo antes de empezar la competición.
La clasificación final se estableció con arreglo a los puntos obtenidos en cada enfrentamiento, a razón de tres por partido ganado, uno por empatado y ninguno en caso de derrota. Si al finalizar el campeonato dos equipos igualaron a puntos, los mecanismos para desempatar la clasificación fueron los siguientes:
1. El que tenga una mayor diferencia entre goles a favor y en contra en los enfrentamientos entre ambos. (Gol average)
2. Si persiste el empate, se tiene en cuenta la diferencia de goles a favor y en contra en todos los encuentros del campeonato.
3. Si aún persiste el empate, se tiene en cuenta el mayor número de goles a favor en todos los encuentros del campeonato.

Si el empate a puntos es entre tres o más clubes, los sucesivos mecanismos de desempate fueron los siguientes: 
1. La mejor puntuación de la que a cada uno corresponda a tenor de los resultados de los partidos jugados entre sí por los clubes implicados.
2. La mayor diferencia de goles a favor y en contra, considerando únicamente los partidos jugados entre sí por los clubes implicados.
3. La mayor diferencia de goles a favor y en contra teniendo en cuenta todos los encuentros del campeonato.
4. El mayor número de goles a favor teniendo en cuenta todos los encuentros del campeonato.
5. El club mejor clasificado con arreglo a los baremos de fair play.

### Efectos de la clasificación
El equipo que más puntos sumó al final del campeonato fue proclamado campeón de liga y obtuvo el derecho automático a participar en la segunda ronda previa de la Liga de Campeones de la UEFA. El subcampeón y el tercer clasificado se clasificaron para disputar la segunda ronda previa de la Copa de la UEFA. Los equipos clasificados en la décima y la undécima posición se clasificaron para disputar la primera ronda de la Copa Intertoto.
El campeón de la Copa de la República Checa obtuvo el pase para disputar los dieciseisavos de final de la Recopa de Europa. 
Los clasificados en posición 15º y 16º descendieron directamente a la segunda categoría checa.

## Clasificación
|  |     | Equipos de fútbol       | PJ | PG | PE | PP | GF | GC | Dif | Pts |
|  | --- | ----------------------- | -- | -- | -- | -- | -- | -- | --- | --- |
|  | 1.  | AC Sparta Praga (C)     | 30 | 22 | 5  | 3  | 53 | 19 | +34 | 71  |
|  | 2.  | SK Slavia Praga         | 30 | 17 | 8  | 5  | 42 | 22 | +20 | 59  |
|  | 3.  | SK Sigma Olomouc        | 30 | 16 | 7  | 7  | 38 | 21 | +17 | 55  |
|  | 4.  | FC Baník Ostrava        | 30 | 13 | 11 | 6  | 51 | 35 | +16 | 50  |
|  | 5.  | FC Slovan Liberec       | 30 | 13 | 8  | 9  | 39 | 32 | +7  | 47  |
|  | 6.  | FK Jablonec 97          | 30 | 12 | 10 | 8  | 47 | 33 | +14 | 46  |
|  | 7.  | FK Teplice              | 30 | 10 | 10 | 10 | 36 | 30 | +6  | 40  |
|  | 8.  | FK Viktoria Žižkov      | 30 | 11 | 6  | 13 | 26 | 34 | -8  | 39  |
|  | 9.  | FC Petra Drnovice       | 30 | 10 | 8  | 12 | 35 | 43 | -8  | 38  |
|  | 10. | FC Boby Brno            | 30 | 10 | 7  | 13 | 42 | 42 | 0   | 37  |
|  | 11. | SK Hradec Králové       | 30 | 8  | 10 | 12 | 25 | 36 | -11 | 34  |
|  | 12. | FC Kaučuk Opava         | 30 | 8  | 10 | 12 | 33 | 37 | -4  | 34  |
|  | 13. | FC Dukla                | 30 | 9  | 6  | 15 | 37 | 50 | -13 | 33  |
|  | 14. | FC Viktoria Plzeň       | 30 | 9  | 6  | 15 | 37 | 47 | -10 | 33  |
|  | 15. | SK České Budějovice (D) | 30 | 8  | 7  | 15 | 26 | 43 | -17 | 31  |
|  | 16. | AFK Lázně Bohdaneč (D)  | 30 | 2  | 5  | 23 | 18 | 61 | -43 | 11  |

PJ = Partidos jugados; PG = Partidos ganados; PE = Partidos empatados; PP = Partidos perdidos; GF = Goles a favor; GC = Goles en contra; Dif = Diferencia de goles; Pts = Puntos
|  | Clasificado para la segunda ronda previa de la Liga de Campeones de la UEFA 1998-99 |
|  | Clasificado para la segunda ronda previa de la Copa de la UEFA 1998-99              |
|  | Clasificado para los dieciseisavos de final de la Recopa de Europa 1998-99          |
|  | Clasificado para la primera ronda de la Copa Intertoto de la UEFA 1998              |
|  | Desciende a la Druhá liga                                                           |

| (C) Campeón    |
| (D) Descendido |